# Estación de Boca del Monte
Boca del Monte fue una estación de trenes que se encuentra en Boca del Monte, Puebla.

## Historia
La estación perteneció a la línea del antiguo Ferrocarril Mexicano. Se construyó en terrenos que pertenecieron a la Hacienda de San Antonio los cuales fueron adquiridos por el Ferrocarril Mexicano. La primera concesión para la construcción de esta línea fue otorgada en 1837, dicha concesión fue cancelada pero posteriormente, en medio de conflictos bélicos internos y externos la línea fue concluida y puesta en servicio el 1 de enero de 1873, aunque varios de sus tramos ya habían sido puestos en servicio con anterioridad.